# Handbalclub Initia Hasselt
Initia HC Hasselt is een voormalige Belgische handbalvereniging uit Hasselt. In 2022 fuseerde Initia Hasselt met provinciegenoot Handbal Tongeren uit het gelijknamige plaats Tongeren als Hubo Handbal.  

## Geschiedenis

### Heren
De vereniging werd opgericht in 1971 onder de naam OLSJOC (Oud-leerlingen Sint-Jozef College) door huidig Marketing Director bij het BOIC, Piet Moons. De nieuwe club haalde reeds na een jaar ('73) een eerste promotie binnen. Vanaf dat jaar gebruikte de club de naam Initia Hasselt en speelde drie seizoenen in de derde nationale klasse. In 1976 werden ze aldaar kampioen onder leiding van Vuc Roganovic en promoveerden ze naar tweede nationale. Jos Schouterden volgde Vuc Roganovic op en de club sloot het daaropvolgende seizoen ('77) af op een zesde plek in de eindstand. Hoogtepunt van het jaar voor de club was de winst in de 1/8ste finale van de Beker van België tegen Seraing. Het tweede seizoen ('78) in tweede nationale sloot de club af met een tweede plaats in de eindstand en nog een jaar later ('79) haalde de club de titel binnen.  
Tijdens haar eerste seizoen ('80) in de hoogste klasse slaagde de club erin een vijfde plaats in de eindstand te behalen. Voorzitter Piet Bamalis geeft de voorzittershamer door aan Bert Berghs en de Poolse keeper Mietek Wojczak kwam over naar de Limburgse club. Tijdens het seizoen '81 - '82 slaagde de club erin de derde plaats te behalen in de eindstand, wat recht gaf op deelname aan de EHF Cup. Initia slaagde er tijdens deze Europese campagne in om het Franse Stella St. Maur en het Italiaanse Cassana Magnano uit te schakelen en alzo door te stoten tot de kwartfinales, waar men verloor van het Finse Karis. Datzelfde jaar ('83) werd de club een eerste maal vice-kampioen in de Belgische competitie.
In 2022 fuseerde Initia Hasselt met Handbal Tongeren als Hubo Handbal.

## Lijst van trainers
Heren
- 1976–1983:  Jos Schouterden
- 1983–1984:  Mieczysław Wojczak &  Eddy Swaeb
- 1984–1985:  Mieczysław Wojczak
- 1985–1986:  Luc Smeets
- 0000–1986:  Eddy Swaeb (a.i.)
- 1986–1988:  Eddy De Smedt
- 1988–1989:  Eddy De Smedt &  Jos Schouterden
- 1989–1990:  Cesar Draganita
- 1990–1991:  Eddy De Smedt
- 1991–1992:  Tadek Szymczyk
- 1992–1993:  Jos Schouterden
- 1993–1995:  Guus Cantelberg
- 1995–1998:  Jos Schouterden
- 1998–1999 : Predrag Dosen
- 1999–2000:  Jos Schouterden
- 2000–2002:  Luc Boiten &  Eddy Thomassen
- 2002–2003:  Frans Willemsens
- 2003–2007:  Jos Schouterden
- 2007–2012:  Luc Boiten
- 2012–2014:  Jean-Luc Grandjean
- 2014–2015:  Luc Boiten
- 2015–2017:  Vladimir Tomanović
- 0000–2017:  Diethard Huygen (a.i.)
- 2017–2018:  Korneel Douven
- 2018–2019:  Joop Fiege
- 0000–2019:  Diethard Huygen (a.i.)
- 2019–2021:  Jo Delpire
- 2021–2022:  Tijl Habraken

## Palmares

### Heren
| Benelux               |     | |
| Kampioen BENE-League  | 1x  | 2015/16 |
| Kampioen Benelux Liga | 1x  | 2013/14 |
| Nationaal             |     | |
| Landskampioenschap    | 13x | 1983/84, 1984/85, 1985/86, 1992/93, 1993/94, 1994/95, 1995/96, 1996/97, 1997/98, 1998/99, 2010/11, 2012/13, 2013/14 |
| Bekerwinnaar          | 11x | 1983/84, 1989/90, 1990/91, 1994/95, 1997/98, 1998/99, 2004/03, 2009/10, 2011/12, 2013/14, 2017/18                   |
| Tweede nationale      | 1x  | 1978/79 |
| Derde klasse          | 1x  | 1975/79 |

- 1/4de-finale EHF Cup: 1983

- 1/16de-finale EHF Challenge Cup: 2011[1][2]

- 1/4ste-finale EHF Challenge Cup: 2013

### Dames
| Nationaal          |     | |
| Landskampioenschap | 12x | 1986/87, 1987/88, 1998/89, 1989/90, 1990/91, 1991/92, 1992/93, 1993/94, 1994/95, 1995/96, 2014/15, 2015/16 |
| Bekerwinnaar       | 12x | 1981/82, 1982/83, 1985/86, 1986/87, 1988/89, 1989/90, 1990/91, 1991/92, 1992/93, 1995/96, 2010/11, 2014/15 |

## Supporters
Oorspronkelijk ging de supporterclub door het leven onder de naam 'Initia-tief'. Later werd deze gewijzigd in 'Green Dynamite'.

## Bekende ex-spelers
- Jasper Adams
- Roel Adams
- Lars Bertels
- Luc Brouwers
- Patrick Buzaud
- Thomas Cauwenberghs
- Guus Cantelberg
- Jeroen De Beule
- Ann De Greef
- Luc Vandebeek
- Joseph Delpire
- Bram Dewit
- Joop Fiege
- Stijn Gijs
- Joris Gillé
- Svane Goossens
- Jean-Luc Grandjean
- Rob Heeren
- Nicky Houba
- Eefje Huijsmans
- Diethard Huygen
- Jeffrey Jacobs
- Bart Köhlen
- Mark Leckebusch
- Kristien Leonaers
- Jef Lettens
- Evy Machiels
- Martijn Meij
- Harold Nüsser
- Simon Ooms
- Guy Peters
- David Polfliet
- Femke Remels
- Martijn Rietbroek
- Edel Robyns
- Tom Robyns
- Marleen Schouterden
- Jo Smeets
- An Vanrusselt
- Bram Versteegden
- Dylan Vossen
- Mieczysław Wojczak